# 管運龍
管運龍（1929年9月11日—2021年5月1日），筆名管管，台灣現代詩人，山东青島人，1946 年 17 歲時被國民革命軍抓伕強迫入伍，1949 年隨軍隊離家，1950 年自海南島來臺，2021 年 5 月 1 日逝世臺北，享耆壽92歲。
曾擔任創世紀詩社社長、1982年獲愛荷華大學國際作家工作坊邀請訪問，以「詩人管管」之名為人所知。

## 生平
管管肄業於青島市私立紅萬字會慈濟商職，因戰亂，十七歲時被國民革命軍抓伕強迫入伍。1949年，跟隨國民政府至台灣，曾任左營軍中電臺記者、花蓮軍中電臺節目主任。
在金門服役時受藍星詩社詩人阮囊指點詩藝，作品〈放星的人〉刊載於《藍星詩刊》深受鼓勵。後在鳳山受訓時又結識詩人瘂弦、張默等人。因喜愛現代詩中超現實風格的手法，在1965年加入創世紀詩雜誌社並擔任社長。自軍隊退役後，專心寫作及繪畫。除了創世紀詩社，管管也在1971年與張默、季野等人合資建立《水星詩刊》。
2021年4月30日，管管於家中摔倒後因昏迷而被送往醫院的加護病房。同年5月1日，管管於醫院逝世，終年92歲。
曾經得過兩個詩首獎，是詩人、散文家、畫家、詩朗誦表演者、裝置藝術家、景觀設計家、表演藝術家、編劇家、演員。

## 家庭
1972年與作家袁瓊瓊結婚。15年後離婚，兩人育有一女一子。管管六十八歲時（1997年），與詩人梁幼菁（筆名黑芽）再婚，七十歲又得一子。

## 筆名
管管曾用筆名「管寂寞」投稿，阮囊又為他取名「管管」，意思是雙管齊下，既可寫詩也可寫其他文類。

## 創作風格
管管的個性風趣活潑，率性直接。他的創作範圍廣泛，包含作詩、繪畫、編劇、演戲。
他的詩作具有強烈音樂性與節奏感，並且擅長利用繁複的意象相互串接與聯想，並以反理性、戲劇化的語句製造語意上的衝突。散文則是有著詩化的的形式，擅長通過隱藏的敘事主軸讓語言攀附其中，並同時混合超現實與志怪的的筆法引發讀者無限的想像。除此之外，也涉足影視界，出演多部電影、電視劇、舞台劇作品。首部編寫的電影劇本《六朝怪談》入圍金馬獎。
晚年，管管多次舉辦畫展，其創作多用色大膽奔放，充滿童趣意象。

## 作品

### 出版著作

#### 詩集
- 《荒蕪之臉》普天出版社，1972年1月。

此書為管管的第一本詩集，收錄了1959年～1971年的詩作，大部分為管管在金門軍旅期間創作的。
- 《管管詩選》洪範書店，1986年1月。

此書為管管第二本詩集，是唯一一本選集。分為「荒蕪之臉」、「邋遢之齋」兩卷。
- 《管管‧世紀詩選》爾雅出版社，2000年7月。

此書分成「荒蕪之臉」、「管管詩選」、「未名集」三卷，前兩卷收錄先前詩集的作品，後一卷則收錄未曾集結成冊之剩餘詩作。
- 《管管短詩選》銀河出版社，2002年6月。

此書內容為中英對照呈現，內含〈弟弟之國〉、〈過客〉、〈把螢抹在臉上的傢伙〉等12篇作品。
- 《腦袋開花：奇想花園 66 朵》商周出版，2006年5月。
- 《茶禪詩畫》爾雅出版社，2006年9月。
- 《管管閑詩》江蘇鳳凰文藝出版社，2015年3月。
- 《燙一首詩送嘴,趁熱:管管百分百詩選》印刻文學出版社，2019年5月。

#### 散文
- 《請坐月亮請坐》大業書店，1969年7月。

此書為管管第一本散文集，也是第一本出版著作。
- 《管管散文集》九歌出版社，1979年10月。
- 《春天坐著花轎來》中華文藝月刊社，1976年3月。
- 《早安‧鳥聲》爾雅出版社，1981年2月。
- 《管簫二重奏》九歌出版社，1982年5月。

#### 影視作品
電影電視演出三十多部，如「六朝怪談」、「鬼屋禁地」、「販母案考」、「殭屍大鬧西門町」、「超級市民」、「孽子」、「小爸爸的天空」、「策馬入林」、「掌聲響起」、「梁祝」、「暗戀桃花源」、「飛俠阿達」、「暑假作業」[我的自願] 等。

## 評論

### 在文壇的重要性
作家白靈曾說：「這世上要是有什麼必不可少的詩人，管管必然是其一。他的詩絕、他的人絕、髮絕、衣絕、裝扮絕、表情絕、說話絕、唱腔絕、肢體動作絕，七十歲得子，絕；如今畫陶畫詩，佳作迭出，更是一絕。他對兩岸詩壇的詩人而言，永遠是站在高處準備為大家醍醐灌頂的那一位。」

### 創作風格
- 1963年魏子雲指出管管整體創作(詩)風格偏晦澀，並具有強烈超現實主義色彩，不易解讀。但在某些作品中故事性與角色個性鮮明立體，值得推崇，並稱其為「孤意獨創的『小說詩』風格」。[9]
- 鄭政恆在《管管詩作管窺》一文指出：「管管走超現實主義的路線，喜歡玩詩，作語言實驗，時常左拼右貼，詩作但見奇思妙想，甚至自由聯想。管管的詩見真性情，由於不少詩作口語化，適合朗誦，適合聆聽，往往甚於觀看閱讀。」。[10]
- 瘂弦在盤點二十位軍中詩人的創作時，提及管管的詩有一種樸質和自然的色澤，也以「管管的詩有一種可愛的樸質和自然的色澤，絲毫沒有人工的雕痕。他的語言是鮮活的口語，他的旋律是民歌的旋律，他的氣質是泥土的氣質而又略帶幾分空靈，他的世界是一個兒童的世界而又羼雜着成人的悲戚。」來讚美其創作的獨特性。[11]

## 外部連結
- 管運龍在互联网电影资料库（IMDb）上的資料（英文）
- 管運龍在香港影庫上的簡介
- 管運龍在豆瓣上的资料（简体中文）
- 管運龍在时光网上的簡介（简体中文）
- 台灣作家作品目錄資料庫——管管 （页面存档备份，存于）